# Museu Nacional de Jinju
O Museu Nacional de Jinju é um museu nacional localizado em Jinju, na província de Gyeongsang do Sul, Coreia do Sul. Foi inaugurado em 2 de novembro de 1984. Está instalado na Fortaleza Jinju, que foi local de uma das mais importantes batalhas da Guerra Imjin (1592-1598).
A maior parte das peças do museu tem relação com a Guerra Imjin e a Guerra de Jinju Castle. No primeiro piso do museu, há livros, pinturas e músicas das guerras além de vídeos que mostram a progressão da batalha. Há outra exposição chamada Du-Am Hall com 179 peças, sendo a maioria pinturas. No segundo piso, os itens são organizados cronologicamente e classificado por soldados e armas. Também tem uma reprodução do Geobuksean, navio que era orgulho da marinha coreana na época.